# Frederick Spencer

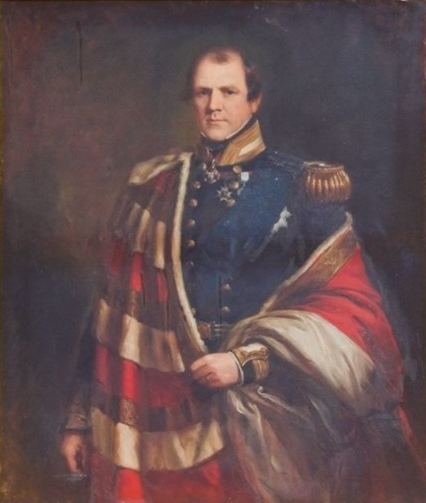
Lord Spencer

Frederick Spencer (ur. 14 kwietnia 1798 w Admirals Building w Londynie, zm. 27 grudnia 1857 w Brington) – brytyjski arystokrata, wojskowy i polityk, młodszy syn George’a Spencera, 2. hrabiego Spencer i lady Lavinii Bingham, córki 1. hrabiego Lucan. Jego chrzest miał miejsce w kościele St Martin-in-the-Fields w Covent Garden.

## Życiorys
W latach 1808–1811 kształcił się w Eton College. Później wstąpił do Royal Navy w stopniu midshipmana. Podczas wojen napoleońskich służył w eskadrze śródziemnomorskiej (na okrętach HMS „Royal George”, HMS „Blake” i HMS „Malta”) pod kontradmirałem Hallowellem. Brał udział w operacji przeciwko Tulonowi i walkach na przybrzeżnych wodach Hiszpanii. W dniu 14 lipca 1818 roku został porucznikiem na HMS „Glasgow”. Później służył na HMS „Superb”. Za wzorową służbę został awansowany do rangi komandora porucznika i objął dowództwo nad HMS „Alacrity”.
Po mianowaniu, 26 sierpnia 1822 roku, na stopień komandora objął dowództwo HMS „Creole”, zaś po trzech latach HMS „Talbot”. Dowodząc tym okrętem wziął udział w bitwie pod Navarino. Za postawę podczas bitwy został odznaczony Krzyżem Kawalerskim Orderu Łaźni. Ponadto otrzymał francuski Order Świętego Ludwika, rosyjski Order Świętej Anny i grecki Order Zbawiciela. W 1828 brał udział w kampanii zakończonej zdobyciem zamku Morea.
Później Spencer zrezygnował ze służby w marynarce i rozpoczął karierę polityczną. Z ramienia partii wigów zasiadał w Izbie Gmin z okręgów Worcestershire (1831-1832) i Midhurst (1832-1834 i 1837-1841). W latach 1840–1845 był członkiem dworu księżnej-wdowy Kentu, matki królowej Wiktorii. Po śmierci swojego starszego brata, Johna, odziedziczył tytuł hrabiego Spencer i zasiadł w Izbie Lordów.
W latach 1846–1848 był Lordem Szambelanem Dworu Królewskiego, zaś w latach 1854-1857 Lordem Stewardem. 8 lipca 1846 roku został członkiem Tajnej Rady. 23 marca 1849 roku został kawalerem Orderu Podwiązki. W 1847 ukończył studia na Uniwersytecie Cambridge z tytułem doktora praw. W 1852 został awansowany do rangi kontradmirała, zaś w 1857 otrzymał tytuł wiceadmirała.
Hrabia był dwukrotnie żonaty. Pierwszy ślub zawarł 23 lutego 1830 roku w Mayfair w Londynie, kiedy to poślubił Georgianę Poyntz (27 marca 1799 – 10 kwietnia 1851), córkę Williama Poyntza i Elisabeth Browne, córki 7. wicehrabiego Montagu. Frederick i Georgiana mieli razem syna i dwie córki:
- Georgina Frances Spencer (1832 – 1852)
- John Poyntz Spencer (27 października 1835 – 13 sierpnia 1910), 5. hrabia Spencer
- Sarah Isabella Spencer (1838 – 1919).

Po raz drugi Spencer wziął ślub 9 sierpnia 1854 roku w St James’s w Londynie, poślubiając Adelaide Horatię Elisabeth Seymour (27 stycznia 1825 – 29 października 1877), córkę pułkownika Horace’a Seymoura i Elisabeth Palk, córki sir Lawrence’a Palka, 2. baroneta. Frederick i Adelaide doczekali się razem syna i córki:
- Victoria Alexandrina Spencer (1855 – 13 marca 1906), żona Williama Mansfielda, 1. wicehrabia Sandhurst, miała dzieci
- Charles Robert Spencer (30 października 1857 – 26 września 1922), 6. hrabia Spencer.

4. hrabia Spencer zmarł w wieku 59 lat. Jego pogrzeb miał miejsce 2 stycznia 1858 w Brington w hrabstwie Northamptonshire.